# Rokytne (oblast de Rivne)
Pour les articles homonymes, voir Rokytne.
Rokytne (en ukrainien : Рокитне) ou Rokitnoïe (en russe : Рокитное ; en polonais : Rokitno) est une commune urbaine de l'oblast de Rivne, en Ukraine, et le centre administratif du raïon de Rokytne. Sa population s'élevait à 7 367 habitants en 2023.

## Géographie
Rokytne est arrosée par la rivière Bouniv (Бунів) et se trouve à 83 km au nord-est de Rivne.

## Histoire
La fondation de Rokytne remonte à 1888, à l'emplacement d'un village connu depuis le XVIIe siècle, Okhotnykove (ukrainien : Охотникове), et faisait partie du gouvernement de Volhynie de l'Empire russe. Un industriel belge du nom de Rozenberg acheta des terrains de sable siliceux convenable pour la fabrication du verre et y établit une four.
Okhotnykove fut rattachée à la Pologne après la Première Guerre mondiale et fut renommée Rokytne en 1922, obtenant le statut de ville en 1927. Après l'invasion de la Pologne orientale par l'Union soviétique en septembre 1939, Rokytne reçut le statut de commune urbaine. Elle fut occupée par l'Allemagne nazie de 1941 à 1944 et redevint soviétique après la Seconde Guerre mondiale. Elle fait partie de l'Ukraine indépendante depuis 1991.

## Population
Recensements ou estimations de la population :
| 1959* | 1970* | 1979* | 1989* | 2001* | 2013  | 2014  |
| ----- | ----- | ----- | ----- | ----- | ----- | ----- |
| 3 712 | 5 122 | 7 186 | 7 182 | 7 143 | 6 789 | 6 830 |

| 2015  | 2016  | 2017  | 2018  | 2019  | 2020  | 2021  |
| ----- | ----- | ----- | ----- | ----- | ----- | ----- |
| 6 883 | 6 847 | 6 833 | 6 787 | 6 704 | 6 650 | 6 567 |

## Transports
Rokytne se trouve à 100 km de Rivne par le chemin de fer et à 95 km par la route. La gare de Rokytne s'appelle « Rokytne-Volynske ».